# David Jones (futbolista nacido en 1910)
David Owen Jones (Cardiff, 28 de octubre de 1910 - Leicester, 20 de mayo de 1971) fue un futbolista británico que jugaba en la demarcación de defensa.

## Selección nacional
Debutó con la selección de fútbol de Gales el 4 de noviembre de 1933 en un partido del British Home Championship contra Irlanda del Norte que finalizó con un resultado de empate a uno tras el gol de Pat Glover para Gales, y de Sammy Jones para Irlanda del Norte. Su séptimo y último partido con la selección lo disputó el 17 de marzo de 1937, de nuevo en un partido del British Home Championship y contra Irlanda del Norte.

## Clubes
| Club              | País       | Año         | Partidos | Goles |
| ----------------- | ---------- | ----------- | -------- | ----- |
| Ebbw Vale FC      | Gales      | 1930 - 1931 |          |       |
| Leyton Orient FC  | Inglaterra | 1931 - 1933 | 55       | 0     |
| Leicester City FC | Inglaterra | 1933 - 1947 | 226      | 4     |
| Mansfield Town FC | Inglaterra | 1947 - 1949 | 74       | 0     |

## Palmarés

### Campeonatos nacionales
| Título                          | Club              | País       | Año  |
| ------------------------------- | ----------------- | ---------- | ---- |
| Football League Second Division | Leicester City FC | Inglaterra | 1937 |